# Wasserspeicher Thana
Der Wasserspeicher Thana oder Wasserspeicher Murriz (albanisch Ujëmbledhës i Thanës) ist das größte Wasserreservoir Albaniens für Bewässerungszwecke. Er liegt in Mittelalbanien am Übergang zwischen der Myzeqe-Ebene und den Hügeln der Dumreja rund zwölf Kilometer südöstlich von Lushnja.
Der See wurde in den Jahren 1959 bis 1962 angelegt. Er ist rund vier Kilometer lang und über zweieinhalb Kilometer breit. Die Fläche beträgt 8,1 Quadratkilometer, das Volumen – ursprünglich – 60 oder 65 Millionen Kubikmeter. Der See ist nach dem Dorf Thana am Nordwestende benannt. Häufig findet sich auch die Bezeichnung Wasserspeicher Murriz (albanisch Ujëmbledhës i Murrizit), der auf das Dorf Murriz Bezug nimmt, das gleich unterhalb des Damms in einer Flussschlaufe des Seman liegt.
Die maximale Stauhöhe soll 32 m ü. A. betragen, während auf offiziellen Karten der Wasserspiegel mit 28 m ü. A. angegeben ist. Der Damm ist 3,5 Kilometer lang und je nach Quelle 11 – 12,5 Meter hoch. Er schließt den See nach Südwesten über den Großteil seiner Länge hin ab.
Mit dem See kann eine landwirtschaftliche Nutzfläche von 32'800 Hektar im Umland von Lushnja bewässert werden. Früher wurde die Fläche sogar mit 35'100 Hektar angegeben. Das Speicherbecken trug wesentlich zur Melioration und Entsumpfung der Myzeqe-Ebene bei. Mittels eines 37 Kilometer langen Kanalnetzes wurden pro Jahr bis zu 132 Millionen Kubikmeter Wasser verteilt, unter anderem bis ins Gebiet von Divjaka.
Wasser wird dem See über einen Rund zwei Kilometer langen Kanal vom Devoll zugeleitet. Es wird mittels eines Sperrwerks beim Dorf Vlashuk abgezweigt. Der Kanal konnte bis zu 30 m³/s führen. Im Schnitt wird mit einem Zufluss in das Becken von 7,71 m³/s gerechnet. Das Wehr bei Vlashuk am Devoll hat eine Länge von 1147 Metern. Die Höhe der Gewichtsstaumauer beträgt sieben Meter.
Der Wasserspeicher wurde auch für Fischzucht genutzt. Im See leben Karpfen, Aal und Äschen.